# Lal Bokhari
Lal Shah Bokhari (Faisalabad, 22 luglio 1909 – Colombo, 22 luglio 1959) è stato un hockeista su prato indiano.

## Palmarès

### Olimpiadi
- Oro a Los Angeles 1932 nell'hockey su prato.